# Truffle Butter
«Truffle Butter» — песня тринидадской и американской рэп-исполнительницы Ники Минаж, вышедшая 23 января 2015 года в качестве пятого сингла с её третьего студийного альбома The Pinkprint. Песня записана при участии Дрейка и «Лил Уэйна.
Песня получила положительные отзывы и была номинирована на премию Грэмми-2016» в категории Лучшее рэп исполнение
.

## История
Песня получила положительные отзывы музыкальной критики и интернет-изданий:
Pitchfork Media, Complex, Spin, Slate, Stereogum, The Guardian.
«Truffle Butter» дебютировал на позиции № 71 в американском чарте Billboard Hot 100, что сделало Ники Минаж 15-м исполнителем с 60 хитами, вошедшими в «горячую сотню» Hot 100. Она также стала 3-й женщиной в этом списке после лидеров певиц Aretha Franklin (73) и Тейлор Свифт (66). «Truffle Butter» стал для Дрейка 74-м хитом в Hot 100 и он после этого стал делить шестое место с Ray Charles по числу появлений в этом чарте. К маю 2015 года «Truffle Butter» имела тираж 814,000 копий в США.

## Чарты

### Еженедельные чарты
| Чарт (2014-15)                         | Высшая позиция |
| -------------------------------------- | -------------- |
| Australia Urban (ARIA)                 | 18             |
| Бельгия/Фландрия (Ultratop Urban)      | 38             |
| Канада (Billboard Canadian Hot 100)    | 43             |
| UK Singles (Official Charts Company)   | 113            |
| Великобритания (OCC UK Hip Hop/R&B)    | 12             |
| США (Billboard Hot 100)                | 14             |
| США (Billboard Dance/Mix Show Airplay) | 32             |
| США (Billboard Hot R&B/Hip-Hop Songs)  | 4              |
| США (Billboard Pop Airplay)            | 25             |
| США (Billboard Rhythmic)               | 1              |

### Итоговые годовые чарты
| Чарт (2015)              | Позиция |
| ------------------------ | ------- |
| US Billboard Hot 100     | 66      |
| US Hot R&B/Hip-Hop Songs | 21      |